# ダバング 大胆不敵
『ダバング 大胆不敵』（ダバング だいたんふてき、Dabangg）は、2010年に公開されたインドのアクションコメディ映画。アビナウ・カシャップが監督を務め、サルマーン・カーン、ソーナークシー・シンハー、アルバーズ・カーン、ソーヌー・スードが出演している。アビナウ・カシャップの監督デビュー作、ソーナークシー・シンハーの女優デビュー作、アルバーズ・カーンの初プロデュース作でもある。義父、異母弟との間に確執を持つ警察官を描いており、マハーラーシュトラ州とアラブ首長国連邦で撮影が行われた。
2010年9月10日のイド・アル＝フィトルの日に世界2100スクリーンで公開され、興行収入21億9000万ルピーを記録するヒット作となった。これにより、『ダバング 大胆不敵』は2010年のボリウッド映画興行成績第1位となった。

## ストーリー
ウッタル・プラデーシュ州で暮らす少年チュルブルは、母ナイニの再婚相手プラジャパティと彼の息子マッキーに対して険悪な感情を抱いたまま成長する。21年後、警察官になったチュルブルは町の悪党を成敗しつつ彼らから大金を巻き上げる悪徳警官となっていたが、その裏では町の人々を守る「ロビン・フッド」として活躍しており、彼は悪党たちを使い町の実権を握ろうとしていた青年政治家チェディ・シンを敵に回してしまう。そんな中、チュルブルは悪党の追跡中に出会った女性ラジョと恋に落ち、一方のマッキーはニルマラという女性と恋仲になっていた。しかし、ラジョは「アルコール中毒の父を置いて結婚はできない」とチュルブルの求婚を断り、ニルマラは父親に反対されてマッキーとの結婚に踏み切れずにいた。マッキーは父プラジャパティに結婚の仲介を頼むが、プラジャパティは経営する工場の借金返済を優先し、貧乏人の娘であるニルマラとの結婚に反対する。マッキーはニルマラと結婚するため、チュルブルが母に渡していた現金に手を出し、それを目撃したナイニはショックを受ける。マッキーは現金を持参金としてニルマラの父に渡して結婚を認めておらうが、同じころにナイニが急死する。
ナイニの言葉を思い出したチュルブルは、これまでのわだかまりを捨てプラジャパティと和解しようとするが、プラジャパティに拒否され家族の縁を切られてしまう。マッキーが結婚の準備を進める中、チュルブルはラジョの父ハリアに会い結婚の許可を得ようとする。ハリアは自分が生きている限り娘は結婚しないことを知っていたため、チュルブルに「娘を説得する」と伝えた後に自殺する。ハリアの死後、チュルブルはラジョを妻に迎え、マッキーの結婚式に参列する。しかし、マッキーが自分が母に渡した現金に手を出したことを知っていたチュルブルは、マッキーの結婚式を乗っ取りラジョとの結婚式を挙げる。侮辱されたと思ったニルマラの父は激怒し、結婚の破棄をマッキーに告げる。
マッキーは父の工場の従業員を些細なミスを理由に殴打し、従業員の母は警察署に訴え出る。訴えを聞き入れたチュルブルは懲罰として、公衆の面前でマッキーを殴り倒す。事態を利用してチュルブルを追い込もうとしたチェディは、マッキーとプラジャパティを連れて警察署に乗り込みチュルブルを処分するように要請する。マリク署長は「家族間の問題」として処理し、チュルブルはプラジャパティに謝罪する。騒動の終息後、チュルブルは州政府内務大臣のダヤルに呼び出され、チェディを失脚させるために不正の証拠を探すように指示される。追い詰められたチェディは報復としてプラジャパティの工場に放火し、工場を失ったプラジャパティは心臓発作を起こして入院する。困り果てたマッキーはチェディに助けを求め、チェディは治療費を提供する見返りに、マッキーに木箱を持たせてダヤルの元に陳情に行かせる。木箱には爆弾が仕込まれており、マッキーが立ち去った後に爆弾が爆発し、ダヤルは暗殺される。
暗殺犯に仕立て上げられたマッキーは、チェディにチュルブルを殺すように命令される。マッキーはチュルブルの元に向かうが、そこで彼に全ての事情を告げて助けを求める。マッキーはチェディのいる隠れ家に向かうが、そこで彼に殺されそうになる。そこにチュルブルが警官隊を引き連れて現れ、チェディ一味と銃撃戦になる。チュルブルはチェディと一騎打ちとなり、その中で母を死に追いやったのがチェディだと知る。激怒したチュルブルはマッキーと協力して、チェディを窒息死させる。マッキー、プラジャパティと和解したチュルブルは改めてマッキーとニルマラの結婚式を挙行させる。

## キャスト
- チュルブル・パンデー - サルマーン・カーン
- ラジョ - ソーナークシー・シンハー
- マッカンチャンド・"マッキー"・パンデー - アルバーズ・カーン
- プラジャパティ・パンデー - ヴィノード・カンナー
- ナイニ・デヴィ - ディンパル・カパーディヤー
- チェディ・シン - ソーヌー・スード
- ハリア - マヘーシュ・マーンジュレーカル
- カストゥリラール・ヴィシュカルマ - オム・プリ
- ダヤル内務大臣 - アヌパム・カー
- ニルマラ - マーヒー・ギル
- ニルマラの父 - ティーヌー・アーナンド
- マリク署長 - ムラリ・シャルマ
- スマント・クマール - アミトーシュ・ナーグパール（英語版）
- ムンニ - マライカ・アローラ（アイテム・ナンバー）

## 製作

### キャスティング

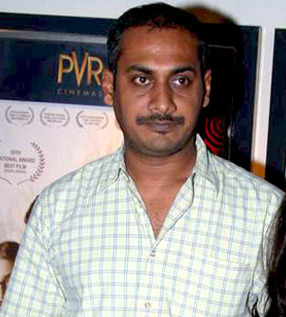
アビナウ・カシャップ

主演のサルマーン・カーンは、弟でプロデューサーのアルバーズ・カーンと役作りについて話し合い、アルバーズの提案で口髭を付けて髪型を整えた。サルマーンは撮影開始前の4か月間で50パターンのスタイルを検討してキャラクターに合う口髭を選択し、写真撮影を行い最終的な口髭を決定した。アビナウ・カシャップは『ボリウッド・ハンガマ』のインタビューで、主人公チュルブル・パンデー役には複数の候補を検討していたが、最終的に考えを変えて新たにサルマーンを起用したと語っている。また、アビナウは『君が気づいていなくても』にカメオ出演していたアルバーズを見て、彼に出演をオファーした。脚本を読んだアルバーズは出演を快諾し、さらにプロデューサーを務めたいと申し出ている。悪役のチェディ・シン役にはソーヌー・スードが起用され、彼は演じるキャラクターが「グレーな青年指導者」になると語っている。マヘーシュ・マーンジュレーカルはラジョの父ハリア役に起用された。彼は俳優を引退するつもりでいたが、サルマーンに説得されて出演を決めたという。
2009年4月にソーナークシー・シンハーが出演契約に署名し、『ダバング 大胆不敵』で女優デビューすることが決まった。サルマーンはアムリタ・アローラー主催のイベントにダンサーとして出演した彼女を見て、アルバーズに彼女の起用を勧めたという。ソーナークシーは役作りのため、「適切な食事制限と激しい運動」を組み合わせて2年間で30キログラムの減量を行った。また、様々な人を観察して役作りを行ったと語っている。アイテム・ナンバーには、当時アルバーズの妻だったマライカ・アローラが起用された。

### 撮影
撮影はマハーラーシュトラ州ワイとアラブ首長国連邦で行われた。2009年9月から撮影が始まり、映画のセットの詳細はプロダクションデザイナーのワーシク・カーンが100点以上のスケッチを描いて設定している。最初の撮影スケジュールはワイで45日間行われ、撮影中にソーヌー・スードが鼻を骨折する事故が発生した。歌曲シークエンスを含む撮影はドバイのハリード・ビン・アル・ワヒード駅で行われ、『ダバング 大胆不敵』は同地で撮影された最初の映画になった。この他にもエミレーツ・パレスでいくつかのシーンが撮影された。
5つのアクションシークエンスの指導はヴィジャヤンが担当し、60日間かけて撮影が行われた。撮影後には、アクションシーンに特殊効果が追加された。歌曲の振り付けはラージュ・カーンとシャービナー・カーン、「Munni Badnaam Hui」の振り付けはファラー・カーンが担当している。2010年6月初旬に撮影が終了し、ポストプロダクションが始まった。撮影終了後には劇場プロモーションの成功と併せて記念パーティーが開催され、主要キャストとスタッフが参加した。

### サウンドトラック
サウンドトラックの作曲はサジード＝ワジードとラリット・パンディット、作詞はファーイズ・アンワル、ラリット・パンディット、ジャリーズ・シェルワーニーが手掛けている。また、ラリット・パンディットは「Munni Badnaam Hui」の作詞も手掛けている。2010年8月6日にアルバムがデリーでリリースされた。アルバムにはオリジナル5曲、リミックス4曲、テーマ曲1曲が収録されている。楽曲の権利はT-Seriesが9,000万ルピーで購入している。
「Munni Badnaam Hui」は古いボージュプリー語フォークソング「Launda Badnaam Hua Naseeban Tere Liye」からインスピレーションを得ている。アビナウ・カシャップはウッタル・プラデーシュ州出身で、幼少期から「Launda Badnaam Hua Naseeban Tere Liye」に慣れ親しんでいたため、この曲を映画の内容に合うように作曲するように指示したという。また、『Mr. Charlie』で使用されたパキスタンの曲「Ladka Badnaam Hua」からインスピレーションを得たともいわれている。
「Tere Mast Mast Do Nain」と「Munni Badnaam Hui」は人気を集め、ラジオで最も再生される曲トップ20にランクインした。2010年8月には「Tere Mast Mast Do Nain」がイギリスのオフィシャル・アジアン・ダウンロード・チャート第1位にランクインしている。

## 公開
2010年7月23日にプリヤダルシャンの『Khatta Meetha』と共に劇場用予告編が公開された。『インディアン・エクスプレス』は『ダバング 大胆不敵』を「今年最も期待される映画」と紹介しており、9月6日にフィルムシティで特別上映が行われた。同月9日にはムンバイでプレミア上映が行われた。
9月10日に世界2300劇場（インド1800スクリーン、海外300スクリーン）で公開され、ノルウェーのボリウッド・フェストでも上映された。10月12日にリライアンス・ビッグ・ホームビデオからDVDとVCDが発売され、2011年1月28日からはYouTubeにアップロードされ、インド国内で無料視聴できるようになった。衛星放送の権利は、カラーズTVが1億ルピーで購入している。

## 評価

### 興行収入

#### インド
公開初日の興行収入は1億4500万ルピーを記録し、当時のインド映画歴代興行成績第1位となった。公開2日目の興行収入は1億6500万ルピー、公開週末の累計興行収入は4億9500万ルピーを記録した。翌週月曜日に1億600万ルピー、火曜日に8600万ルピー、水曜日に7000万ルピー、木曜日に6000万ルピーの興行収入を記録し、公開1週間の累計興行収入は8億1500万ルピーとなった。これにより、公開第1週の歴代興行成績第1位となった。
公開第2週の金曜日に6200万ルピー、土曜日7500万ルピー、1億500万ルピーの興行収入を記録し、合計興行収入は前週から50%減の2億3800万ルピーとなった。公開第2週の興行収入は3億6000万ルピーを記録し、累計興行収入は11億6000万ルピーとなり公開第2週の歴代興行成績第2位となった。配給業者利益は7億7000万ルピーとなり、ボリウッド映画歴代記録第2位となった。公開第3週の興行収入は1億6000万ルピー、公開第4週は6000万ルピーを記録し、累計興行収入は14億ルピーとなった。最終的な国内興行収入は14億1000万ルピーを記録している。

#### 海外
海外市場の最終興行収入は610万ドルだった。公開第2週には420万ドルの収益を上げている。アメリカ合衆国では62スクリーンで上映され、公開週末に62万8137ドル、公開第2週には累計興行収入106万8589ドルを記録した。アラブ首長国連邦では公開週末に320万ディルハム、公開第2週には155万ドルの興行収入を記録し、最終興行収入は550万ドルとなっている。イギリスでは41スクリーンで上映され、公開週末に33万2673ユーロ、公開第2週には累計興行収入57万566ユーロを記録した。オーストラリアでは14スクリーンで上映され、公開週末に12万6000ドル、公開第2週には累計興行収入27万2909ドルを記録した。モーリシャスと南アフリカ共和国では公開週末にそれぞれ2万5000ドルの興行収入を記録し、フィジーでは公開週末に2万ドルの興行収入を記録した。その他のヨーロッパ・アフリカ地域では、公開週末に10万ドルの興行収入を記録している。

### 批評
『ダバング 大胆不敵』は批評家から肯定的な評価を得ており、特にサルマーン・カーンの演技は絶賛されている。『コイモイ』のコマル・ナータは4/5の星を与え、映画は商業的な成功を収めたと批評している。『インディア・トゥデイ』のカヴェリー・バムザイは4/5の星を与えており、『デイリー・ニュース&アナライシス』のアニルッダー・グハーは「わずかに狂っており、非常に面白い」と批評している。『ザ・タイムズ・オブ・インディア』のニカート・カーズミーは4/5の星を与え、「ボリウッドの定義を知りたい人にとって、『ダバング 大胆不敵』は教科書のような映画です」と批評している。
『ザ・ステイツマン』のマチューレス・ポールは3.5/5の星を与え、「『ダバング 大胆不敵』のスクリーン上に分かりやすいヒロイズムが存在しないことに不満を抱く観客と意見を同じくしている」と批評している。『Rediff.com』のアビシェーク・マンデは3/5の星を与え、「『ダバング 大胆不敵』はサルマーンのファン以外の人のために作られた映画ではない。しかし、彼を崇拝する人にとっては見逃すことができない映画である」と批評している。ニューデリー・テレビジョンのアヌパマ・チョープラーと『フィルムフェア』のスカニヤ・ヴェンカットガラヴァンは3/5の星を与え、両者ともサルマンの演技を賞賛している。
『インディア・タイムズ』のガウラヴ・マラニはストーリーを酷評しており、CNN-IBNのラジーヴ・マサンドは脚本を酷評したが、サルマンの演技は賞賛している。『バンガロール・タイムズ』のショバー・デは2/5の星を与え、映画には真新しいものがなく、サルマン個人の魅力に頼り切っている点を批判している。
サウンドトラックも批評家から肯定的な評価を得ている。『ボリウッド・ハンガマ』のジョギンダル・ツテージャは三ツ星を与え、「それは約束されたものを提供します」と批評している。『プラネット・ボリウッド』のアッター・カーンは6/10の星を与えて「Chori Kiya Re Jiya」を「耳に心地よい曲」と批評しており、『フィルムフェア』のデヴェシュ・シャルマはワジード＝サジードが作曲した曲と「Chori Kiya Re Jiya」を「耳に心地よい曲」と批評している。

### 受賞・ノミネート
| 映画賞                                         | 部門                                  | 対象                                                     | 結果       |            |            |
| 好意的な賞                                     | 好意的な賞                            | 好意的な賞                                               | 好意的な賞 | 好意的な賞 | 好意的な賞 |
| ---------------------------------------------- | ------------------------------------- | -------------------------------------------------------- | ---------- | ---------- | ---------- |
| ビッグ・スター・エンターテインメント・アワード | 作品賞                                | マライカ・アローラ、アルバーズ・カーン、ディリン・メータ | 受賞       |            |            |
| ビッグ・スター・エンターテインメント・アワード | 監督賞                                | アビナウ・カシャップ                                     | 受賞       |            |            |
| ビッグ・スター・エンターテインメント・アワード | 主演男優賞                            | サルマーン・カーン                                       | 受賞       |            |            |
| ビッグ・スター・エンターテインメント・アワード | 歌曲賞                                | 「Munni Badnaam Hui」                                    | 受賞       |            |            |
| ビッグ・スター・エンターテインメント・アワード | 男性プレイバックシンガー賞            | ラハット・ファテ・アリ・カーン「Tere Mast Mast Do Nain」 | 受賞       |            |            |
| ビッグ・スター・エンターテインメント・アワード | 女性プレイバックシンガー賞            | マムタ・シャルマ「Munni Badnaam Hui」                    | ノミネート |            |            |
| ビッグ・スター・エンターテインメント・アワード | 音楽賞                                | サジード＝ワジード                                       | ノミネート |            |            |
| 第58回国家映画賞                               | 健全な娯楽を提供する大衆映画賞        | マライカ・アローラ、アルバーズ・カーン、ディリン・メータ | 受賞       |            |            |
| スター・スクリーン・アワード                   | 主演男優賞                            | サルマーン・カーン                                       | 受賞       |            |            |
| スター・スクリーン・アワード                   | 悪役賞                                | ソーヌー・スード                                         | ノミネート |            |            |
| スター・スクリーン・アワード                   | 音楽監督賞                            | サジード＝ワジード                                       | 受賞       |            |            |
| スター・スクリーン・アワード                   | 女性プレイバックシンガー賞            | マムタ・シャルマ「Munni Badnaam Hui」                    | 受賞       |            |            |
| スター・スクリーン・アワード                   | 台詞賞                                | アビナウ・カシャップ                                     | ノミネート |            |            |
| スター・スクリーン・アワード                   | 脚本賞                                | アビナウ・カシャップ                                     | ノミネート |            |            |
| スター・スクリーン・アワード                   | 編集賞                                | プラナヴ・ディワール                                     | ノミネート |            |            |
| スター・スクリーン・アワード                   | 振付賞                                | ファラー・カーン「Munni Badnaam Hui」                    | 受賞       |            |            |
| スター・スクリーン・アワード                   | 新人女優賞                            | ソーナークシー・シンハー                                 | 受賞       |            |            |
| スター・スクリーン・アワード                   | 有望監督賞                            | アビナウ・カシャップ                                     | ノミネート |            |            |
| スター・スクリーン・アワード                   | 新人歌手賞                            | マムタ・シャルマ「Munni Badnaam Hui」                    | 受賞       |            |            |
| スター・スクリーン・アワード                   | アクション賞                          | ヴィジャヤン                                             | 受賞       |            |            |
| スター・スクリーン・アワード                   | 特殊効果賞                            | アラガル・スワーミ                                       | ノミネート |            |            |
| ジー・シネ・アワード                           | 作品賞                                | 『ダバング 大胆不敵』                                    | 受賞       |            |            |
| ジー・シネ・アワード                           | 有望監督賞                            | アビナウ・カシャップ                                     | 受賞       |            |            |
| ジー・シネ・アワード                           | 新人女優賞                            | ソーナークシー・シンハー                                 | 受賞       |            |            |
| ジー・シネ・アワード                           | 音楽賞                                | サジード＝ワジード                                       | 受賞       |            |            |
| ジー・シネ・アワード                           | 脚本賞                                | アビナウ・カシャップ、ディリップ・シュクラ               | 受賞       |            |            |
| ジー・シネ・アワード                           | 作曲賞                                | サンディープ・シロドカル                                 | 受賞       |            |            |
| ジー・シネ・アワード                           | アクション賞                          | ヴィジャヤン                                             | 受賞       |            |            |
| ジー・シネ・アワード                           | 編集賞                                | プラナヴ・ディワール                                     | 受賞       |            |            |
| ジー・シネ・アワード                           | 歌曲賞                                | 「Munni Badnaam Hui」                                    | 受賞       |            |            |
| ジー・シネ・アワード                           | 監督賞                                | アビナウ・カシャップ                                     | ノミネート |            |            |
| ジー・シネ・アワード                           | 主演男優賞                            | サルマーン・カーン                                       | ノミネート |            |            |
| ジー・シネ・アワード                           | 撮影賞                                | マヘーシュ・リマエ                                       | ノミネート |            |            |
| ジー・シネ・アワード                           | 原案賞                                | アビナウ・カシャップ、ディリップ・シュクラ               | ノミネート |            |            |
| ジー・シネ・アワード                           | 悪役賞                                | ソーヌー・スード                                         | ノミネート |            |            |
| ジー・シネ・アワード                           | 助演男優賞                            | アルバーズ・カーン                                       | ノミネート |            |            |
| ジー・シネ・アワード                           | 作詞賞                                | ファーイズ・アンワル「Tere Mast Mast Do Nain」           | ノミネート |            |            |
| ジー・シネ・アワード                           | 女性プレイバックシンガー賞            | シュレヤ・ゴシャル「Chori Kiya Re Jiya」                 | ノミネート |            |            |
| ジー・シネ・アワード                           | 女性プレイバックシンガー賞            | マムタ・シャルマ「Munni Badnaam Hui」                    | ノミネート |            |            |
| ジー・シネ・アワード                           | 男性プレイバックシンガー賞            | ラハット・ファテ・アリ・カーン「Tere Mast Mast Do Nain」 | ノミネート |            |            |
| 第56回フィルムフェア賞                         | 作品賞                                | 『ダバング 大胆不敵』                                    | 受賞       |            |            |
| 第56回フィルムフェア賞                         | 新人女優賞                            | ソーナークシー・シンハー                                 | 受賞       |            |            |
| 第56回フィルムフェア賞                         | 音楽監督賞                            | サジード＝ワジード                                       | 受賞       |            |            |
| 第56回フィルムフェア賞                         | 作曲賞                                | ラリット・パンディット「Munni Badnaam Hui」              | 受賞       |            |            |
| 第56回フィルムフェア賞                         | 女性プレイバックシンガー賞            | マムタ・シャルマ「Munni Badnaam Hui」                    | 受賞       |            |            |
| 第56回フィルムフェア賞                         | アクション賞                          | ヴィジャヤン                                             | 受賞       |            |            |
| 第56回フィルムフェア賞                         | 監督賞                                | アビナウ・カシャップ                                     | ノミネート |            |            |
| 第56回フィルムフェア賞                         | 主演男優賞                            | サルマーン・カーン                                       | ノミネート |            |            |
| 第56回フィルムフェア賞                         | 作詞家賞                              | ファーイズ・アンワル「Tere Mast Mast Do Nain」           | ノミネート |            |            |
| 製作者組合映画賞                               | 主演男優賞                            | サルマーン・カーン                                       | 受賞       |            |            |
| 製作者組合映画賞                               | 作品賞                                | アルバーズ・カーン・プロダクション                       | 受賞       |            |            |
| 製作者組合映画賞                               | 新人女優賞                            | ソーナークシー・シンハー                                 | 受賞       |            |            |
| 製作者組合映画賞                               | 悪役賞                                | ソーヌー・スード                                         | 受賞       |            |            |
| 製作者組合映画賞                               | 男性プレイバックシンガー賞            | ラハット・ファテ・アリ・カーン「Tere Mast Mast Do Nain」 | 受賞       |            |            |
| 製作者組合映画賞                               | 女性プレイバックシンガー賞            | マムタ・シャルマ「Munni Badnaam Hui」                    | 受賞       |            |            |
| 製作者組合映画賞                               | 音楽監督賞                            | サジード＝ワジード                                       | 受賞       |            |            |
| 製作者組合映画賞                               | 台詞賞                                | アビナウ・カシャップ、ディリップ・シュクラ               | 受賞       |            |            |
| 製作者組合映画賞                               | 作詞家賞                              | ファーイズ・アンワル「Tere Mast Mat Do Nain」            | ノミネート |            |            |
| 製作者組合映画賞                               | 振付賞                                | ファラー・カーン「Munni Badnaam Hui」                    | ノミネート |            |            |
| 製作者組合映画賞                               | 特殊効果賞                            | アラガル・スワーミ                                       | ノミネート |            |            |
| スターダスト・アワード                         | 有望女優賞                            | ソーナークシー・シンハー                                 | 受賞       |            |            |
| スターダスト・アワード                         | Hottest New Director                  | アビナウ・カシャップ                                     | 受賞       |            |            |
| スターダスト・アワード                         | Hottest Film of the Year              | アルバーズ・カーン                                       | 受賞       |            |            |
| スターダスト・アワード                         | 監督賞 (スリラー/アクション部門)      | アビナウ・カシャップ                                     | 受賞       |            |            |
| スターダスト・アワード                         | アクター・オブ・ザ・イヤー            | サルマーン・カーン                                       | 受賞       |            |            |
| スターダスト・アワード                         | 作品賞                                | 『ダバング 大胆不敵』                                    | 受賞       |            |            |
| スターダスト・アワード                         | 女性プレイバックシンガー賞            | マムタ・シャルマ「Munni Badnaam Hui」                    | ノミネート |            |            |
| スターダスト・アワード                         | 作品賞 (スリラー/アクション部門)      | 『ダバング 大胆不敵』                                    | ノミネート |            |            |
| スターダスト・アワード                         | 主演男優賞 (スリラー/アクション部門)  | サルマーン・カーン                                       | ノミネート |            |            |
| スターダスト・アワード                         | 主演女優賞 (スリラー/アクション部門)  | ソーナークシー・シンハー                                 | ノミネート |            |            |
| スターダスト・アワード                         | アンサンブル男優賞                    | ソーヌー・スード                                         | ノミネート |            |            |
| スターダスト・アワード                         | アンサンブル女優賞                    | ディンパル・カパーディヤー                               | ノミネート |            |            |
| 第12回国際インド映画アカデミー賞               | 作品賞                                | アルバーズ・カーン・プロダクション                       | 受賞       |            |            |
| 第12回国際インド映画アカデミー賞               | 新人女優賞                            | ソーナークシー・シンハー                                 | 受賞       |            |            |
| 第12回国際インド映画アカデミー賞               | 悪役賞                                | ソーヌー・スード                                         | 受賞       |            |            |
| 第12回国際インド映画アカデミー賞               | 音楽監督賞                            | サジード＝ワジード、ラリット・パンディット               | 受賞       |            |            |
| 第12回国際インド映画アカデミー賞               | 男性プレイバックシンガー賞            | ラハット・ファテ・アリ・カーン「Tere Mast Mast Do Nain」 | 受賞       |            |            |
| 第12回国際インド映画アカデミー賞               | 女性プレイバックシンガー賞            | マムタ・シャルマ「Munni Badnaam Hui」                    | 受賞       |            |            |
| 第12回国際インド映画アカデミー賞               | 脚本賞                                | アビナウ・カシャップ、ディリップ・シュクラ               | 受賞       |            |            |
| 第12回国際インド映画アカデミー賞               | 振付賞                                | ファラー・カーン「Munni Badnaam Hui」                    | 受賞       |            |            |
| 第12回国際インド映画アカデミー賞               | アクション賞                          | ヴィジャヤン                                             | 受賞       |            |            |
| 第12回国際インド映画アカデミー賞               | 再録音賞                              | レスリー・フェルナンデス                                 | 受賞       |            |            |
| 第12回国際インド映画アカデミー賞               | 監督賞                                | アビナウ・カシャップ                                     | ノミネート |            |            |
| 第12回国際インド映画アカデミー賞               | 主演男優賞                            | サルマーン・カーン                                       | ノミネート |            |            |
| 第12回国際インド映画アカデミー賞               | 助演女優賞                            | ディンパル・カパーディヤー                               | ノミネート |            |            |
| 第12回国際インド映画アカデミー賞               | 作詞賞                                | ファーイズ・アンワル「Tere Mast Mast Do Nain」           | ノミネート |            |            |
| 第12回国際インド映画アカデミー賞               | 台詞賞                                | アビナウ・カシャップ、ディリップ・シュクラ               | ノミネート |            |            |
| 第3回ミルチ音楽賞                              | アルバム賞                            | 『ダバング 大胆不敵』                                    | 受賞       |            |            |
| 第3回ミルチ音楽賞                              | 男性歌手賞                            | ラハット・ファテ・アリ・カーン「Tere Mast Mast Do Nain」 | 受賞       |            |            |
| 第3回ミルチ音楽賞                              | 女性歌手賞                            | マムタ・シャルマ「Munni Badnaam Hui」                    | 受賞       |            |            |
| 第3回ミルチ音楽賞                              | 女性歌手賞                            | シュレヤ・ゴシャル「Chori Kiya Ra Jiya」                 | ノミネート |            |            |
| 第3回ミルチ音楽賞                              | 作曲賞                                | サンディープ・シロドカル                                 | 受賞       |            |            |
| 第3回ミルチ音楽賞                              | 有望女性歌手賞                        | マムタ・シャルマ「Munni Badnaam Hui」                    | 受賞       |            |            |
| 第3回ミルチ音楽賞                              | アイテム・ナンバー賞                  | 「Munni Badnaam Hui」                                    | 受賞       |            |            |
| 第3回ミルチ音楽賞                              | 歌曲賞                                | 「Tere Mast Mast Do Nain」                               | ノミネート |            |            |
| 第3回ミルチ音楽賞                              | 歌曲賞                                | 「Munni Badnaam Hui」                                    | 受賞       |            |            |
| 第3回ミルチ音楽賞                              | 作曲家賞                              | サジード＝ワジード「Tere Mast Mast Do Nain」             | 受賞       |            |            |
| 第3回ミルチ音楽賞                              | 音楽監督賞                            | ラリット・パンディット「Munni Badnaam Hui」              | ノミネート |            |            |
| 第3回ミルチ音楽賞                              | 作詞家賞                              | ファーイズ・アンワル「Tere Mast Mast Do Nain」           | ノミネート |            |            |
| 第3回ミルチ音楽賞                              | 録音賞                                | アーバニー・ターンティ「Munni Badnaam Hui」              | ノミネート |            |            |
| 国際インド音楽アカデミー賞                     | アルバム賞                            | 『ダバング 大胆不敵』                                    | 受賞       |            |            |
| 国際インド音楽アカデミー賞                     | 音楽監督賞                            | サジード＝ワジード、ラリット・パンディット               | 受賞       |            |            |
| 国際インド音楽アカデミー賞                     | 新人歌手賞                            | マムタ・シャルマ「Munni Badnaam Hui」                    | 受賞       |            |            |
| 国際インド音楽アカデミー賞                     | エンジニア賞 (フィルム・アルバム部門) | エリック・ピッライ                                       | 受賞       |            |            |
| 国際インド音楽アカデミー賞                     | エンジニア賞 (シアター・ミックス部門) | レスリー・フェルナンデス                                 | 受賞       |            |            |
| 国際インド音楽アカデミー賞                     | 作曲賞                                | サンディープ・シロドカル                                 | 受賞       |            |            |
| 国際インド音楽アカデミー賞                     | Red FM Most Popular Song on Radio     | 「Tere Mast Mast Do Nain」                               | 受賞       |            |            |
| 国際インド音楽アカデミー賞                     | 編曲者賞                              | サンディープ・シロドカル「Tere Mast Mast Do Nain」       | ノミネート |            |            |
| 国際インド音楽アカデミー賞                     | 作詞賞                                | ファーイズ・アンワル「Tere Mast Mast Do Nain」           | ノミネート |            |            |
| 国際インド音楽アカデミー賞                     | 女性プレイバックシンガー賞            | マムタ・シャルマ「Munni Badnaam Hui」                    | ノミネート |            |            |
| 国際インド音楽アカデミー賞                     | 男性プレイバックシンガー賞            | ラハット・ファテ・アリ・カーン「Tere Mast Mast Do Nain」 | ノミネート |            |            |
| 国際インド音楽アカデミー賞                     | 歌曲賞                                | 「Munni Badnaam Hui」                                    | ノミネート |            |            |
| 国際インド音楽アカデミー賞                     | 歌曲賞                                | 「Tere Mast Mast Do Nain」                               | ノミネート |            |            |
| ライオン・ゴールド・アワード                   | 作品賞                                | 『ダバング 大胆不敵』                                    | 受賞       |            |            |
| ライオン・ゴールド・アワード                   | 歌手賞                                | マムタ・シャルマ「Munni Badnaam Hui」                    | 受賞       |            |            |
| ライオン・ゴールド・アワード                   | 新人監督賞                            | アビナウ・カシャップ                                     | 受賞       |            |            |
| ライオン・ゴールド・アワード                   | 音楽監督賞                            | サジード＝ワジード                                       | 受賞       |            |            |
| ライオン・ゴールド・アワード                   | 主演女優賞                            | ソーナークシー・シンハー                                 | 受賞       |            |            |
| ライオン・ゴールド・アワード                   | 振付賞                                | ファラー・カーン「Munni Badnaam Hui」                    | 受賞       |            |            |
| AXNアクション・アワード                        | 作品賞                                | 『ダバング 大胆不敵』                                    | 受賞       |            |            |
| AXNアクション・アワード                        | 主演男優賞                            | サルマーン・カーン                                       | 受賞       |            |            |
| AXNアクション・アワード                        | 監督賞                                | アビナウ・カシャップ                                     | 受賞       |            |            |
| AXNアクション・アワード                        | 悪役賞                                | ソーヌー・スード                                         | 受賞       |            |            |
| AXNアクション・アワード                        | シークエンス賞                        | 『ダバング 大胆不敵』                                    | 受賞       |            |            |
| ETCボリウッド・ビジネス・アワード              | Top Grosser of the Year               | 『ダバング 大胆不敵』                                    | 受賞       |            |            |
| ETCボリウッド・ビジネス・アワード              | Most Successful Producer              | アルバーズ・カーン                                       | 受賞       |            |            |
| ETCボリウッド・ビジネス・アワード              | Most Profitable Director              | アビナウ・カシャップ                                     | 受賞       |            |            |
| 否定的な賞                                     |                                       |                                                          |            |            |            |
| ゴールデンケーラ賞                             | アジョーバ賞                          | 『ダバング 大胆不敵』                                    | 受賞       |            |            |

## トラブル
「Munni Badnaam Hui」の歌詞に「Zandu Balm」というブランド名が含まれていたため、ブランドを所有するエマミが不快感を表明した。この問題は訴訟に入る前に製作チームとエマミの間で和解が成立し、後にアイテム・ナンバーを務めたマライカ・アローラは「Zandu Balm」のキャンペーンガールに起用された。この他に、活動家ラージクマール・タクが「Hindustan」という単語を歌詞から削除することを求める訴えをボンベイ高等裁判所に提出した。訴状の中で、ラージクマールは「腐敗した警官の前でアイテム・ガールが踊り、警官が歌う」ことによって「インドの全ての人々の愛国心を傷つけた」と主張しており、同時に中央映画認証委員会が「侮辱的な」歌詞を認証したことは職務怠慢であるとも主張している。
『バンガロール・タイムズ』のショバー・デは、ムンバイ同時多発テロに関するサルマーンの発言（後に謝罪、撤回している）を「傲慢であり無知、そして愚かである」と問題視し、『ダバング 大胆不敵』のボイコットを呼びかけた。この呼びかけはTwitter上でアルバーズとの論争を引き起こし、ショバー・デが『ダバング 大胆不敵』に否定的な批評を行った後も続いた。アビナウの兄弟であるアヌラーグ・カシャップはTwitter上で「サルマーン・カーンは、私の兄弟の人生を作り出したと思っています……彼が『ダバング2』で弟アルバーズに対して同じことができるように望みます」と発言した。この発言はサルマンを批判したものと受け取られ、アルバーズから反論された。後にアヌラーグは発言を謝罪し、アルバーズも謝罪を受け入れている。

## 続編・リメイク
『ダバング 大胆不敵』の公開後、アルバーズは続編『ダバング2』の製作を計画していることを公表した。続編にはサルマーンとソーナークシーが続投することが決定している。この他に悪役にプラカーシュ・ラージ、アイテム・ナンバーにはカリーナ・カプールが起用されている。アビナウが降板したため、監督にはアルバーズが起用された。『ダバング2』はボリウッド映画歴代興行成績の上位作品にランクインした。2019年には第3作『ダバング3』が公開された。
2011年にタミル語映画でリメイク作品『Osthi』が公開された。同作はシランバラサンが主演を務め、ソーヌー・スードは悪役ボクサー・ダニエル（チェディ・シンに相当）役として出演している。2012年にはテルグ語映画でリメイク作品『Gabbar Singh』が公開され、パワン・カリヤーンが主演を務めた。